# Contradansa

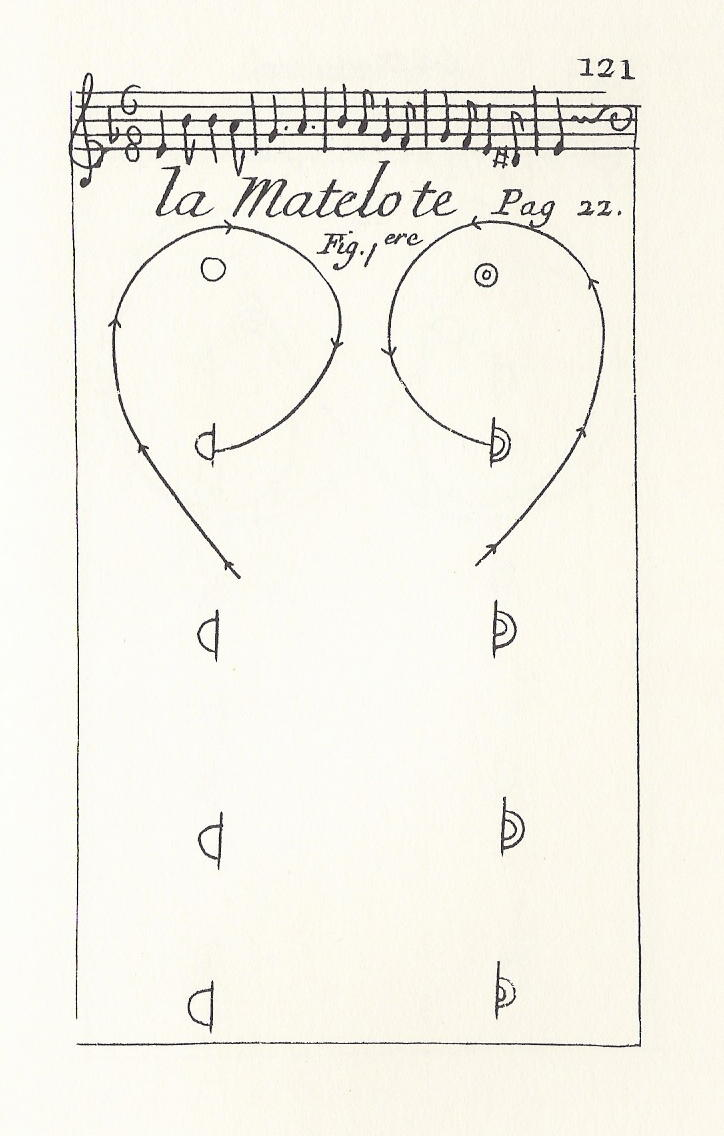
Descripció d'una contradansa per Raoul-Auger Feuillet en 1706

La contradansa (de l'anglès country-dance) és un ball d'origen popular aparegut a Anglaterra el segle xvi i portat a França pels mestres de ball Isaac i Lorin que introduïren el ball en la cort de Lluís XIV en retornar de Londres l'any 1684. És un ball col·lectiu que les parelles de balladors, disposades les unes davant les altres, executen successivament.
A Catalunya eren conegudes, a mitjan segle xix, diferents modalitats d'aquesta dansa de saló, una de les quals perdura com a número del ball de gitanes del Vallès.
N'hi ha de dues menes: la contradansa quadrada (la de quatre parelles en quadre) i la contradansa llarga (la que es balla amb tots els homes a un costat i totes les dones a l'altre).